# Nida (judaizm)
Nida (lub nidda, hebr. ‏נִדָּה‎) − w judaizmie stan rytualnej nieczystości kobiety, mogący być skutkiem miesięcznego krwawienia bądź ciąży, a także określenie kobiety w czasie miesiączki lub w ciąży. O nieczystości zaciąganej przez menstruację mówi rozdział szóstego porządku Miszny Tohorot o tytule Nidda. Miszna cytuje opinie m.in. Szammaja oraz Hillela.
We współczesnym ortodoksyjnym judaizmie dla zakończenia pozostawania w stanie nidy konieczne jest, po ustaniu jej przyczyny (tj. po porodzie lub po zakończeniu krwawienia) odbycie rytualnej kąpieli w mykwie.
Według zasad judaizmu mężczyzna nie powinien odbywać stosunków seksualnych z kobietą w stanie nidy (a w literalnej wersji: zbliżać się do niej), gdyż sam staje się wówczas nieczysty. Gdyby kobieta po obmyciu rytualnym, wracając do domu, spotkała po drodze zwierzę nieczyste lub też goja (czyli osobę niebędącą Żydem), to należy wrócić się i dokonać ponownego obmycia rytualnego w mykwie.